# اکس عزیز
اکس عزیز (انگلیسی: Dear X; کره‌ای: 친애하는 X) یک مجموعه تلویزیونی محصول کره جنوبی به نویسندگی چوی جا وون، به کارگردانی لی اونگ بوک و پارک سو هیون و با بازی کیم یو جونگ، کیم یونگ ده، کیم دو هون و لی یول اوم است. این مجموعه بر پایه وب‌تونی با همین نام اثر وانزیوم است و داستان بازیگر بک آ جین و دو چهرهٔ او را که در پشت او پنهان شده‌اند، به تصویر می‌کشد. این مجموعه در سال ۲۰۲۵ از تیوینگ پخش خواهد شد.

## بازیگران

### اصلی
- کیم یو جونگ در نقش بک آ جین[۱]
- کیم یونگ ده در نقش یون جون سو[۱]
- کیم دو هون در نقش کیم جه اوه[۱]
- لی یول اوم در نقش لنا[۱]

### حضور ویژه
- هوانگ این یوپ در نقش هو این کانگ[۲]

## تولید
اکس عزیز به کارگردانی لی اونگ بوک و پارک سو هیون و به نویسندگی چوی جا وون است که برندهٔ جایزه بزرگ در مسابقه فیلم‌نامه درام تک قسمتی کی‌بی‌اس ۲۰۱۸ شده است. این مجموعه بر پایه وب‌تون ناور با همین نام اثر وانزیوم است. اکس عزیز توسط استودیو دراگون برنامه‌ریزی و توسط مانستر یونین و شی‌وو کامپنی تهیه‌کنندگی شده و توسط تیوینگ ارائه شده است.
در ۴ ژوئن ۲۰۲۴ گزارش شد که به کیم یو جونگ برای بازی در این مجموعه پیشنهاد شده بود و در حال بررسی آن بود. روز بعد، به کیم یونگ ده پیشنهاد بازی در این مجموعه داده شد، و در نهایت به گزارش اوسن، هر دو پیشنهاد بازی در این مجموعه را قبول کردند. در ۲۵ ژوئن، طبق مصاحبهٔ اسپوتی‌وی نیوز، کیم دو هون پس از دریافت پیشنهاد بازی در این مجموعه، در حال مذاکره بود. روز بعد، هوانگ این یوپ پیشنهاد دریافت کرد و حضور ویژهٔ او در این مجموعه تأیید شد.
در ۸ اوت ۲۰۲۴، تیوینگ از ترکیب بازیگران این مجموعه که شامل کیم یو جونگ، کیم یونگ ده، کیم دو هون و لی یول اوم بود، رونمایی کرد.